# Stiria sulphurea
Stiria sulphurea là một loài bướm đêm trong họ Noctuidae.